# Motyle dzienne Singapuru

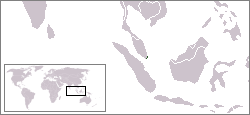
Singapur leży w Azji Południowo-Wschodniej

Motyle dzienne Singapuru – przedstawiciele motyli dziennych (Rhopalocera) z gromady owadów, występujący na terenie Singapuru, gdzie spotyka się 308 gatunków.

## Paziowate(Papilionidae)

### Papilioninae
- Chilasa clytia clytia
- Graphium agamemnon agamemnon
- Graphium doson evemonides
- Graphium evemon eventus
- Graphium sarpedon luctatius
- Pachliopta aristolochiae asteris
- Papilio demoleus malayanus
- Papilio demolion demolion
- Papilio iswara iswara
- Papilio memnon agenor
- Papilio polytes romulus
- Papilio prexaspes prexaspes
- Pathysa antiphates itamputi
- Troides amphyrysus ruficollis
- Troides helena cerberus

## Bielinkowate(Pieridae)

### Coliadinae
- Catopsilia pomona pomona
- Catopsilia pyranthe pyranthe
- Catopsilia scylla cornelia
- Eurema andersonii andersonii
- Eurema blanda snelleni
- Eurema brigitta senna
- Eurema hecabe contubernalis
- Eurema sari sodalis
- Eurema simulatrix tecmessa
- Gandaca harina distanti

### Pierinae
- Appias indra plana
- Appias libythea olferna
- Appias lyncida vasava
- Delias hyparete metarete
- Delias pasithoe parthenope
- Hebomoia glaucippe aturia
- Leptosia nina malayana
- Pareronia valeria lutescens
- Pieris canidia canidia

## Rusałkowate(Nymphalidae)

### Danaidowate(Danainae)
- Danaus chrysippus chrysippus
- Danaus genutia genutia
- Danaus melanippus hegesippus
- Euploea camaralzeman malayica
- Euploea crameri bremeri
- Euploea eyndhovii gardineri
- Euploea midamus singapura
- Euploea mulciber mulciber
- Euploea phaenareta castelnaui
- Euploea radamanthus radamanthus
- Euploea tulliolus ledereri
- Idea leuconoe chersonesia
- Idea stolli logani
- Ideopsis vulgaris macrina
- Parantica agleoides agleoides
- Parantica aspasia aspasia

### Oczennicowate(Satyrinae)
- Elymnias hypermnestra agina
- Elymnias panthera panthera
- Elymnias penanga penanga
- Lethe europa malaya
- Melanitis leda leda
- Mycalesis fusca fusca
- Mycalesis mineus macromalayana
- Mycalesis orseis nautilus
- Mycalesis perseoides perseoides
- Mycalesis perseus cepheus
- Mycalesis visala phamis
- Orsotriaena medus cinerea
- Ypthima baldus newboldi
- Ypthima fasciata torone
- Ypthima horsfieldii humei -
- Ypthima huebneri
- Ypthima pandocus corticaria

### Morphinae
- Amathusia phidippus phidippus
- Discophora sondaica despoliata
- Faunis canens arcesilas
- Thaumantis klugius lucipor
- Zeuxidia amethystus amethystus

### Nymphalinae
- Doleschallia bisaltide ?bisalitide var.
- Doleschallia bisaltide pratipa
- Hypolimnas anomala anomala
- Hypolimnas bolina bolina
- Hypolimnas bolina jacintha
- Hypolimnas misippus misippus
- Junonia almana javana
- Junonia atlites atlites
- Junonia hedonia ida
- Junonia orithya wallacei
- Vanessa cardui
- Vanessa indica indica

### Heliconiinae
- Acraea violae
- Cethosia cyane
- Cethosia hypsea hypsina
- Cethosia penthesilea methypsea
- Cirrochroa orissa orissa
- Cupha erymanthis lotis
- Phalanta phalantha phalantha
- Terinos terpander robertsia
- Vindula dejone erotella

### Limenitidinae
- Athyma asura idita
- Athyma kanwa kanwa
- Athyma nefte subrata
- Athyma pravara helma
- Athyma reta moorei
- Euthalia aconthea gurda
- Euthalia adonia pinwilli
- Euthalia merta merta
- Euthalia monina monina
- Lasippa heliodore dorelia
- Lasippa tiga siaka
- Lebadea martha parkeri
- Lexias canescens pardalina
- Lexias dirtea merguia
- Lexias pardalis dirteana
- Moduza procris milonia
- Neptis harita harita
- Neptis hylas papaja
- Neptis leucoporos cresina
- Pandita sinope sinope
- Pantoporia hordonia hordonia
- Pantoporia paraka paraka
- Phaedyma columella singa
- Symbrenthia hippoclus
- Tanaecia iapis puseda
- Tanaecia pelea pelea

### Cyrestinae
- Chersonesia peraka peraka

### Apaturinae
- Eulaceura osteria kumana
- Euripus nyctelius eupleoides

### Charaxinae
- Charaxes solon echo
- Polyura hebe plautus
- Polyura schreiber tisamenus

## Wielenowate(Riodinidae)

### Riodininae
- Abisara geza niya
- Abisara saturata kausamboides
- Abisara savitri savitri
- Laxita thuisto thuisto
- Taxila haquinus haquinus

## Modraszkowate(Lycaenidae)

### Poritiinae
- Poritia philota philota
- Poritia sumatrae sumatrae

### Miletinae
- Allotinus unicolor unicolor
- Liphyra brassolis abbreviata
- Logania marmorata damis
- Miletus biggsii biggsii
- Miletus gopara gopara
- Miletus symethus petronius
- Spalgis epius epius

### Curetinae
- Curetis santana malayica
- Curetis saronis sumatrana

### Czerwończyki(Lycaeninae)
- Acytolepis puspa lambi
- Ancema blanka blanka
- Anthene emolus goberus
- Anthene lycaenina miya
- Arhopala abseus abseus
- Arhopala aedias agnis
- Arhopala ammon ammon
- Arhopala amphimuta amphimuta
- Arhopala antimuta antimuta
- Arhopala athada athada
- Arhopala atosia malayana
- Arhopala aurea
- Arhopala centaurus nakula
- Arhopala epimuta epiala
- Arhopala eumolphus maxwelli
- Arhopala major major
- Arhopala myrzala lammas
- Arhopala pseudomuta pseudomuta
- Arhopala silhetensis adorea
- Arhopala trogon
- Bindahara phocides phocides
- Caleta elna elvira
- Castalius rosimon rosimon
- Catapaecilma major emas
- Catochrysops panormus exiguus
- Catochrysops strabo strabo
- Catopyrops ancyra
- Cheritra freja friggia
- Chilades pandava pandava
- Deudorix elioti
- Deudorix epijarbas cinnabarus
- Drupadia ravindra moorei
- Drupadia rufotaenia rufotaenia
- Drupadia theda thesmia
- Eliotia jalindra burbona
- Eooxylides tharis distanti
- Euchrysops cnejus cnejus
- Everes lacturnus rileyi
- Flos anniella anniella
- Flos apidanus saturatus
- Flos diardi capeta
- Flos fulgida singhapura
- Horaga syrinx maenala
- Hypolycaena erylus teatus
- Hypolycaena thecloides thecloides
- Ionolyce helicon merguiana
- Iraota distanti distanti
- Iraota rochana boswelliana
- Jacoona anasuja anasuja
- Jamides alecto agelandas
- Jamides bochus nabonassar
- Jamides caeruleus caeruleus
- Jamides celeno aelianus
- Jamides elpis pseudelpis
- Jamides malaccanus malaccanus
- Lampides boeticus
- Loxura atymnus fuconius
- Manto hypoleuca terana
- Megisba malaya sikkima
- Nacaduba angusta kerriana
- Nacaduba berenice icena
- Nacaduba beroe neon
- Nacaduba biocellata
- Nacaduba calauria malayica
- Nacaduba pactolus odon
- Nacaduba pavana singapura
- Nacaduba sanaya elioti
- Neocheritra amrita amrita
- Neopithecops zalmora zalmora
- Petrelaea dana dana
- Pratapa deva relata
- Prosotas dubiosa lumpura
- Prosotas lutea sivoka
- Prosotas nora superdates
- Pseudotajuria donatana donatana
- Rachana jalindra burbona
- Rapala dieneces dieneces
- Rapala domitia domitia
- Rapala iarbus iarbus
- Rapala manea chozeba
- Rapala pheretima sequiera
- Rapala suffusa barthema
- Rapala varuna orseis
- Remelana jangala travana
- Semanga superba deliciosa
- Sinthusa nasaka amba
- Spindasis lohita senama
- Spindasis syama terana
- Surendra vivarna amisena
- Tajuria cippus maxentius
- Tajuria dominus dominus
- Tajuria mantra mantra
- Virachola kessuma deliochus
- Zeltus amasa maximinianus
- Zizeeria maha serica
- Zizina otis lampa
- Zizula hylax pygmaea

## Powszelatkowate(Hesperiidae)

### Coeliadinae
- Badamia exclamationis
- Bibasis sena uniformis
- Burara etelka
- Burara harisa consobrina
- Hasora badra badra
- Hasora chromus chromus
- Hasora schoenherr chuza
- Hasora taminatus malayana
- Hasora vitta vitta

### Pyrginae
- Celaenorrhinus asmara asmara
- Gerosis limax dirae
- Gerosis sinica minima
- Mooreana trichoneura trichoneura
- Odina hieroglyphica ortina
- Odontoptilum angulatum angulatum
- Pseudocoladenia dan dhyana
- Tagiades calligana
- Tagiades gana gana
- Tagiades japetus atticus
- Tagiades ultra
- Tapena thwaitesi bornea

### Hesperiinae
- Ampittia dioscorides camertes
- Ancistroides nigrita maura
- Astictopterus jama jama
- Baoris farri farri
- Baoris oceia
- Borbo cinnara cinnara
- Caltoris cormasa
- Caltoris philippina philippina
- Cephrene trichopepla
- Cephrenes acalle niasicus
- Eetion elia
- Erionota acroleuca apicalis
- Erionota thrax thrax
- Erionota torus
- Gangara lebadea lebadea
- Gangara thyrsis thyrsis
- Halpe ormenes vilasina
- Hidari irava
- Hyarotis adrastus praba
- Iambrix salsala salsala '
- Iambrix stellifer stellifer
- Matapa aria
- Notocrypta paralysos varians
- Oriens gola pseudolus
- Oriens paragola
- Pelopidas assamensis
- Pelopidas conjunctus conjunctus
- Pelopidas mathias mathias
- Pemara pugnans
- Plastingia naga'
- Plastingia pellonia
- Polytremis lubricans lubricans
- Potanthus omaha omaha
- Potanthus serina
- Potanthus trachala tytleri
- Pyroneura latoia latoia
- Quedara monteithi monteithi
- Salanoemia tavoyana
- Suastus everyx everyx
- Suastus gremius gremius''
- Taractrocera archias quinta
- Taractrocera ardonia lamia
- Telicota augias augias
- Telicota besta bina
- Telicota colon stinga
- Udaspes folus
- Unkana ambasa batara
- Zela storeyi
- Zographetus doxus